# Rennau
Rennau er en kommune i den østlige del af Landkreis Helmstedt, i den østlige del af den tyske delstat Niedersachsen. Den har en befolkning på knap 700 mennesker (2012), og er
en del af amtet (Samtgemeinde) Grasleben.

## Geografi
Rennau ligger nordvest for landkreisens administrationsby Helmstedt i Naturpark Elm-Lappwald.

## Inddeling
I kommunen Rennau ligger tre landsbyer:
- Ahmstorf
- Rennau
- Rottorf am Klei